# Лукштас
Лукштас или Лу́кстас (устар. Лукшта; лит. Lūkstas) — озеро на юге Тельшяйского района Литвы, одно из крупнейших в стране. Располагается в 2 км юго-западнее города Варняй. Относится к бассейну Венты.
Озеро вытянуто в меридиональном направлении. Находится на высоте 154,6 м над уровнем моря. Площадь озера составляет 10,009 км², длина 6,1 км, ширина до 3,5 км. Наибольшая глубина — 7 м, средняя глубина — 3,6 м. Протяжённость береговой линии — 19,1 км. Озёрная котловина ледникового происхождения. Площадь водосборного бассейна — 76,3 км² (по другим данным — 92,2 км²).